# Berghofen (Sonthofen)
Berghofen ist ein Stadtteil von Sonthofen im schwäbischen Landkreises Oberallgäu in Bayern.

## Geographie
Das Pfarrdorf liegt knapp zwei Kilometer nordöstlich des Stadtzentrums und ist zwischenzeitlich mit der Kernstadt baulich verbunden. Obwohl als Pfarrdorf bezeichnet, besitzt der Ort lediglich eine Filialkirche und ist der Pfarrei Maria Heimsuchung in Sonthofen zugeordnet.

## Geschichte
Berghofen wurde erstmals urkundlich im Jahr 1239 mit Heinrich von Berchoven genannt. Im Jahr 1356 vermachte Heinrich von Berkofen seinen Burgstall und den Sedelhof dem Berchtold von Langenegg. Die Besitze wurden 1362 an Dietrich von Ellhofen und Oswald von Heimenhofen sowie die Obermühle im Ort an das Stift Kempten verkauft. Oswald von Heimenhofen begann mit dem Bau der Burg Fluhenstein, die Burg Berghofen wurde bereits vor 1356 aufgegeben. Auch im 14. Jahrhundert wurde die Kapelle St. Leonhard erbaut, die 1438 durch Stiftungs Ulrich von Heimenhofen und dem Sonthofner Pfarrer Peter Ried einen Flügelaltar aus der Werkstatt Hans Strigels des Älteren erhielt.

## Sehenswürdigkeiten
Im Dorf sticht neben malerischen alten Bauernhäusern und Landwirtschaften vor allem der „Kirchbichl“ ins Auge – ein kleiner Moränenhügel, auf dem die schöne Berghofer Kapelle St. Leonhard thront. Unter Denkmalschutz stehen drei weitere Objekte:
- Ehemaliges Benefiziatenhaus aus dem 18. Jahrhundert
- Bauernhaus, Burgweg 6, 18. Jahrhundert
- Bauernhaus, zweigeschossiger, unverkleideter Blockbau mit Flachsatteldach und Gänter, 18. Jahrhundert D-7-80-139-34
- Ehemaliges Bauernhaus, Salzweg 2, bezeichnet 1768

Siehe: Liste der Baudenkmäler in Berghofen

## Persönlichkeiten
- Meister von Berghofen